# 日野菜漬け
日野菜漬け（ひのなづけ）は日野菜を用いた漬物である。滋賀県、三重県にまたがる特産物となっている。

## 概要
日野菜は滋賀県日野町が発祥の伝統野菜であるが、三重県においても伊賀地区から中勢地区、北勢地区まで広く栽培されている。
漬物にするのは、日野菜の定番的な食べ方であり、冬の味覚として親しまれている。

## 発祥
以下のような逸話が伝わる。
日野の領主であった蒲生貞秀が鎌掛（）（現・日野町）で自生していた根菜を発見する。これを漬物にしたところ、色、味ともに風雅であったことから、貞秀は京の公家・飛鳥井雅親に献上した。雅親が漬物を後柏原天皇に献上したところ、美味しさと見た目の美しさを気に入った後柏原天皇は、雅親に和歌を詠むよう命じ、その和歌から、根菜を「日野菜」、漬物を「桜漬け」と呼ぶようになった。雅親から貞秀に送られた礼状に添えられていた和歌は、「近江なる 桧物の里の さくら漬け これぞ小春の しるしなるらむ」とされる。
貞秀の転封や日野商人の手によって日野菜は日本全国に広まり、日野町の名産品として広く知られるようになった。

## 作り方と種類
1. 下漬け。水洗いした日野菜を塩漬けにする[1]。
2. 本漬け。米ぬかや酢などの調味料を入れた樽などに漬け込む[1]。

かつては、塩と糠だけで作られていたが、近年は甘酢を入れて作ることが増えている。
以下のように様々な漬け方がある。
姿漬け。
丸のままの日野菜を甘酢漬けにする。
桜漬け
葉は刻み、根は短冊切りにして一緒に酢、甘酢に漬ける。
えび漬け
葉付きのまま下漬けし、甘酢に漬け込む。
ひね漬け
糠に漬ける。